# Лала Мустафа-паша
Лала́ Кара́ Мустафа́-паша́ (тур. Lala Kara Mustafa Paşa; ок. 1500, Соколовичи, Боснийский эялет, Османская империя — 7 августа 1580, Стамбул, Османская империя) — османский военный и государственный деятель сербского происхождения.
После первого своего крупного военного успеха на Кипре в 1570 году Кара Мустафа-паша получил прозвище Кипрский завоеватель (тур. Kıbrıs Fatihi). Прозвище Лала он получил в соответствии с занимаемой должностью наставника сыновей султана.

## Биография
Лала Мустафа-паша родился около 1500 года в сербской деревне Соколовичи недалеко от города Рудо и приходился родственником другому великому визирю — Мехмеду Соколлу. При поддержке старшего брата Хюсрева-паши Мустафа-паша оказался при дворе Селима I.
В качестве личного брадобрея был замечен Сулейманом Кануни. Последовательно был назначен чашнигиром (ответственный за еду и питье, также дегустатор) и мирахуром. В 1555 году, после того как Рустем-паша вернулся на должность великого визиря, Лала Мустафа был назначен губернатором Палестино-Сафедского санджака.

### Лала
В 1556 году Мустафа-паша был назначен лалой шехзаде Селима, который после объявления его наследником отправился в Манису в качестве санджакбея. Это назначение вызвало появление конкуренции между шехзаде Селимом и его младшим братом, шехзаде Баязидом, и, как считается, сыграло важную роль в восстании Баязида. Лала Мустафа, ранее служивший наставником у шехзаде Баязида, предложил ему отправить нелестное письмо о Селиме султану; итогом этой интриги стал перевод Баязида в Амасью, а Селима в Конью султаном Сулейманом, желавшим сбить пыл с сыновей. Лала Мустафа отправился вместе с Селимом. Баязид, сначала не желавший покидать Кютахью, всё же отправился в свой новый санджак, по дороге собирая войска; в 1559 году Баязид выступил на брата и столкнулся с ним под Коньей. Лала Мустафа оказался на стороне Селима, и Баязид, потерпевший поражение, был вынужден бежать обратно в Амасью.
14 сентября 1560 года Лала Мустафа был назначен губернатором санджака Буда-Пожега, а затем стал бейлербеем Вана. Последовательно занимал должность бейлербея Эрзурума, Халеба и Дамаска, затем в 1567 году был отправлен Селимом II для подавления восстания в Йемене.

### Йеменская кампания
В декабре 1567 года великий визирь Соколлу Мехмед-паша назначил Лала Мустафу-пашу сардаром экспедиции по покорению Йемена, который объявил о независимости от Османской империи. В это время в Османской империи начала складываться система управления, при которой, помимо четырёх «куббе визирей», заседавших в диване, стали назначать «внешних визирей». Став сардаром, Лала Мустафа поднимался на более высокую ступеньку карьеры, поскольку должность сардара автоматически давала ранг визиря. Для подготовки кампании вновь назначенный сардар вместе со своей свитой отправился в Каир. Бейлербеем Египта был Коджа Синан-паша. Расплывчатые инструкции из дивана Лала Мустафа интерпретировал так, что ему позволено брать из казны в Каире всё необходимое для кампании, что бейлербей счёл нарушением своих прав. Между двумя вельможами возник конфликт, сопровождавшийся жалобами и доносами в Стамбул.
Коджа Синан-паша обвинил Лала Мустафу в отсрочке кампании, неповиновении султану и в попытке отравления. Якобы, Лала Мустафа организовал заговор, чтобы отравить Синана и дать Египту своему сыну, Мехмеду-бею, который через свою мать был правнуком последнего мамлюкского султана, Кансуха аль Гаури. Кроме того, Синан утверждал, что Лала Мустафа-паша просил дополнительных войск, чтобы сделать себя независимым правителем Йемена. Синан обвинял сардара в оскорблении дочерей султана, которые были замужем за визирями. Свидетель событий историк Мустафа Али позже предположил, что Соколлу специально назначил Мустафу-пашу сардаром, чтобы столкнуть Синана-пашу и Мустафу-пашу, прекрасно зная, что они будут враждовать, по-разному толкуя двусмысленные или противоречивые приказы. По мнению Мустафы Али, целью Соколлу была дискредитация Мустафы-паши, имевшего влияние на Селима как его лала. Соколлу Мехмед-паша принял решение не в пользу Мустафы-паши, сказав: «непослушный слуга [кул] должен быть убит». Лала Мустафа-паша был отозван обратно в Стамбул, а сардаром в экспедиции стал Синан-паша. Лала Мустафа-паша отправил тайным курьером письмо султану Селиму. Лала просил своего воспитанника о личной защите. Кроме того, Лала Мустафа-паша связался со своими сторонниками и с противниками Соколлу Мехмеда-паши при дворе. Итогом этой деятельности стало назначение Лала Мустафы-паши на должность шестого «куббе визиря». Причём это был знак большого личного влияния, поскольку эта должность была создана Селимом именно для его лалы, до этого было лишь пять визирей в диване.

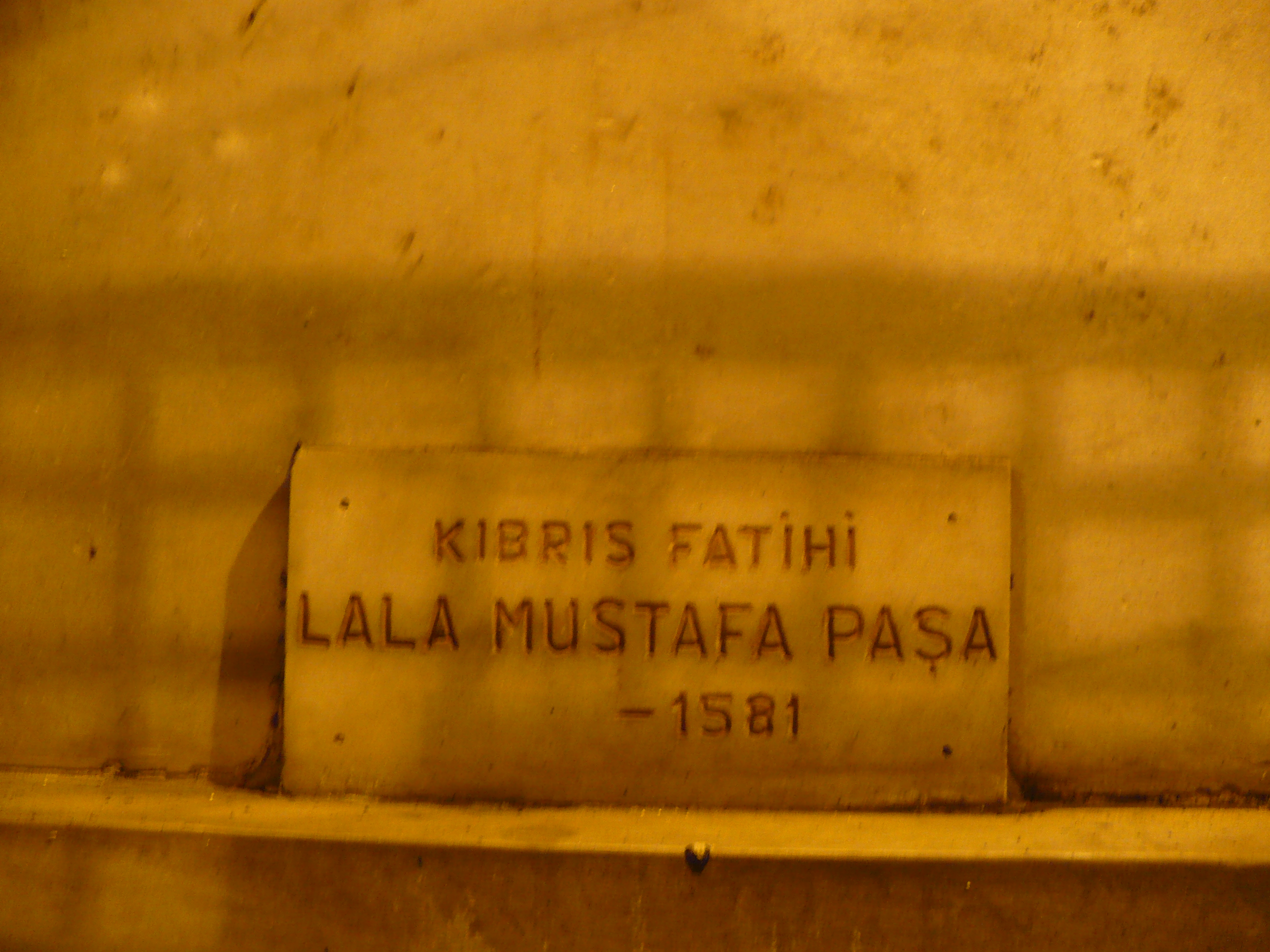
Табличка на могиле Лалы Мустафы с надписью Кипрский завоеватель.

### Кипрский завоеватель
В 1570 году венецианцам, в чьих руках находился Кипр, была объявлена война. Лала Мустафа был назначен командующим сухопутными силами. Совместно с Пияле-пашой, командовавшим морским флотом, силы Лала Мустафы высадились 2 июля 1570 года в Лимасоле. 15 сентября того же года Лала Мустафа, после 45 дней осады, торжественно вошёл в Лефкошу. Ровно через год, 15 сентября 1571 года, лала Мустафа вернулся в Стамбул. В 1572 году стал третьим визирем.

### Персидская кампания

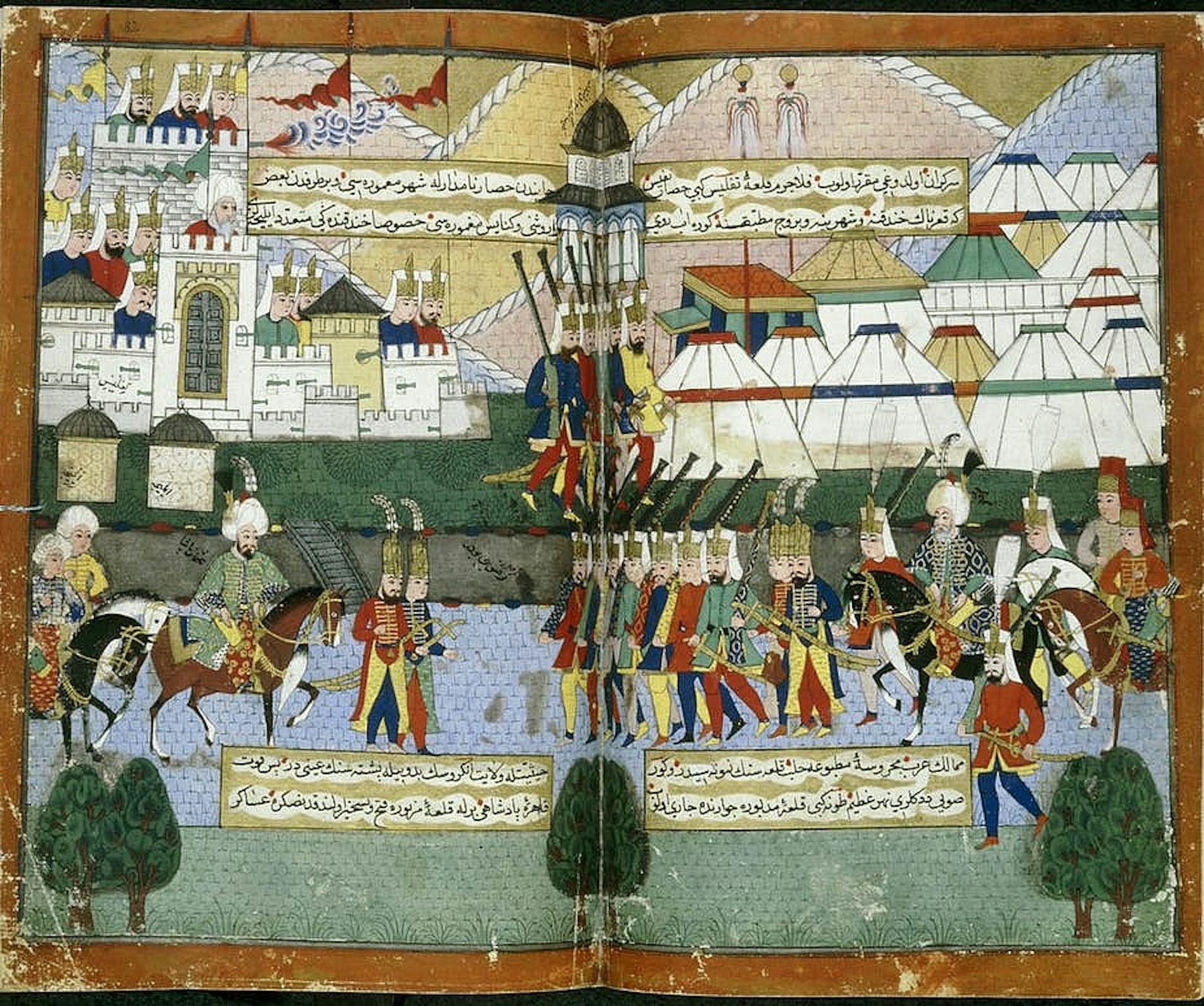
Лала Мустафа в Тифлисе. Миниатюра из Нусрет-наме.

В 1578 году Мурад III принял решение о начале войны с Сефевидами. Главнокомандующим был
назначен Лала Мустафа. Летом 1578 года начала боевые действия; османские войска прошли всю Грузию, по пути заняв Тифлис, а к исходу лета оккупировали некоторые части Ширвана. Осенью 1579 года был взят Ереван. На территории Ширвана была образована новая османская провинция, во главе которой был поставлен Оздемироглу Осман-паша. Лала Мустафа вернулся в Стамбул, где из-за смерти великого визиря Соколлу был назначен вторым визирем.

### Великий визирь
В апреле 1580 года, спустя 9 месяцев после занятия должности, умирает великий визирь Семиз Ахмед-паша. Высочайший пост достаётся Лале Мустафе. Однако, его правление длится всего 3 месяца и 9 дней: Лала Мустафа умирает 7 августа 1580 года. Похоронен в мечети Эюп Султан в Стамбуле.

## Семья и брак
Лала Мустафа был дважды женат. Первым браком на внучке мамлюкского султана Кансуха аль-Гаури (дочери Мехмед-бея) Фатьме Хатун. В этом браке родился сын Мехмед-паша, который скончался за пять лет до смерти отца, находясь в должности бейлербея Халеба.
Второй раз был женат на внучке султана Сулеймана (дочери шехзаде Мехмеда) Хюма Шах Султан. В этом браке родился сын султанзаде Абдулбаки-бей.

## Наследие
Получение добычи во время завоеваний привело к накоплению Лалой Мустафой немалого богатства, которое он тратил на благотворительность. Во время правления в Конье шехзаде Селима Лала Мустафа построил здесь мечеть, бедестан, караван-сарай; в бытность свою бейлербеем Эрзурума построил здесь мечеть своего имени; в бытность губернатором Дамаска построил постоялый двор на 360 мест и бани; в сирийском городе Кунейтра Лала Мустафа построил мечеть и имарет; во время персидской кампании построил несколько мечетей на завоёванных территориях.
В его честь названы улицы в Ларнаке, Кипр.

## Киновоплощения
- В турецком сериале «Великолепный век» Лалу Мустафу-пашу сыграл актёр Маджит Копер.